# Janina Ochojska
Janina Maria Ochojska-Okońska (Danzica, 12 marzo 1955) è una politica e attivista polacca, dal 2020 Membro del Parlamento Europeo. Fondatrice e direttrice dell'associazione Polską Akcję Humanitarną (Polish Humanitarian Action, PAH) dal 1992.

## Biografia
Sua madre era una dattilografa e suo padre un minatore. Ha un fratello minore, Grzegorz. Quando aveva sei mesi, contrasse la poliomielite, che le causò delle disabilità fisiche.  Da adolescente, subì un intervento chirurgico alla colonna vertebrale.
Diplomatasi alla  scuola superiore di Zabrze, nel 1980 si laureò in astronomia presso l'Università Niccolò Copernico di Toruń. Nei quattro anni seguenti, fino al 1984, lavorò presso il Centro per l'Astronomia di Toruń. Da studentessa, frequentò la cappella accademica gestita dai gesuiti.
Dalla fine degli anni '70 si unì all'opposizione democratica; collaborò con Antoni Stawikowski nella sua libreria indipendente. Entrata a far parte di Solidarność, dopo l'imposizione della legge marziale si occupò della distribuzione di pubblicazioni clandestine, partecipando anche alle attività, del comitato locale, di assistenza alle vittime della repressione governativa e alle loro famiglie.
Nel 1984 si recò in Francia per un'operazione, scegliendo poi di impegnarsi nell'aiuto umanitario. Come volontaria ha lavorato per l'organizzazione "EquiLibre", cercando contatti e coordinando gli aiuti per la Polonia. Nel 1989 è stata tra i fondatori della filiale polacca della fondazione. Nel 1992 ha organizzato un convoglio di aiuti polacchi per gli abitanti di Sarajevo. Nello stesso anno ha fondato l'associazione Polską Akcję Humanitarną (Polish Humanitarian Action, PHA), di cui è diventata presidente.
Nel 1996 ha sposato Michał Okoński, giornalista di Tygodnik Powszechny, da cui ha in seguito divorziato. Nel 2000 ha reso a Wojciech Bonowicz una lunga intervista, pubblicata in Heaven is Others; analogamente, nel 2015 è stata intervistata da Marzena Zdanowska, che l'ha pubblicata come  Il mondo secondo Janka.
Nell'aprile 2019, durante la campagna elettorale al Parlamento europeo, a cui era candidata, annunciò pubblicamente di essere malata di tumore al seno. Ad ogni modo, non rinunciò alla candidatura, venendo eletta deputata europea al 1º posto della lista del comitato di coalizione europea (come candidata apartitica raccomandata da Platforma Obywatelska). Nella seconda metà del 2020, ha annunciato di aver sconfitto la malattia.
Durante la crisi al confine tra Polonia e Bielorussia del 2021, ha fortemente criticato le azioni degli ufficiali della guardia di frontiera polacca; per questo motivo è stata criticata, tra gli altri, nel suo ambiente politico.

## Premi e riconoscimenti
- Cittadino onorario di Varsavia (2018)[5]
- Croce di Commendatore dell'Ordine della Polonia Restituta, assegnata per servizi eccezionali nella costruzione di una società civile per i risultati nel lavoro professionale e sociale svolto a beneficio del Paese (2011)[6]
- Premio Lech Wałęsa (2010)[7]
- Distintivo d'onore Bene Merito (2009)[8]
- Premio PAU Erasmo e Anna Jerzmanowski (2009)[9]
- Premio Józef Tischner (2006)[10]
- Legione d'Onore (2003)[11]
- Premio Jan Karski "Per il coraggio e il cuore" (2002)
- Memoriale di Atsushi Nakata (1996)
- Premio internazionale per la pace Pax Christi (1995)
- Ordine Ecce Homo
- Ordine del Sorriso[8]